# Benno Ohnesorg

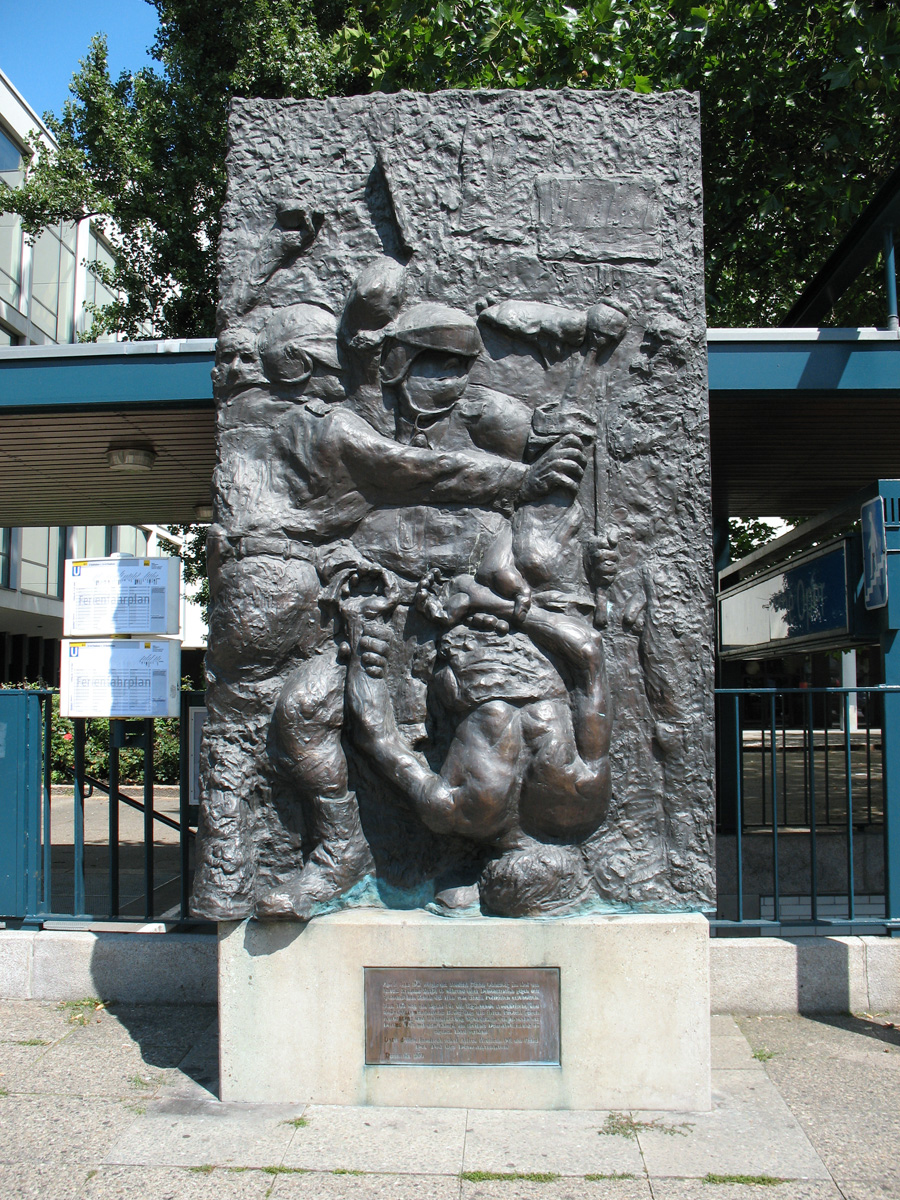
Relief Der Tod des Demonstranten van Alfred Hrdlicka bij de Deutsche Oper in Berlijn

Benno Ohnesorg (Hannover, 15 oktober 1940 – West-Berlijn, 2 juni 1967) was een Duits student die tijdens een demonstratie tegen het staatsbezoek van de sjah van Perzië, Mohammad Reza Pahlavi, werd doodgeschoten door een politieman. In mei 2009 werd het tot dan toe onbekende feit openbaar dat deze West-Berlijnse politieman, Karl-Heinz Kurras, inofficieel medewerker van de Oost-Duitse geheime dienst (Stasi) en lid van de Oost-Duitse communistische partij SED was. Onderzoek heeft niet aangetoond dat Kurras op instructies handelde van de Stasi.  
Benno Ohnesorg was student Romanistiek en was getrouwd. Hij was protestant en pacifistisch. Het was de eerste maal dat hij een demonstratie bezocht. Door zijn gewelddadige dood werd hij een martelaar van de linkse studentenbeweging. De extremistische Bewegung 2. Juni werd vernoemd naar zijn sterfdag.
Aan de dood van Ohnesorg herinnert nu een monument bij de Deutsche Oper in Berlijn. In zijn geboorteplaats Hannover is een brug over de rivier de Ihme naar hem  vernoemd. 